# Apopestes undulata
Apopestes undulata là một loài bướm đêm trong họ Erebidae.